# Unión Democrática Bretona
La Unión Democrática Bretona (bretón: Unvaniezh Demokratel Breizh) es un partido nacionalista de Bretaña. Se formó en 1964 como escisión del Movimiento por la Organización de Bretaña. Se define como socialdemócrata y ecologista. Pertenece a la Alianza Libre Europea (EFA), partido político que engloba a fuerzas nacionalistas, socialdemócratas alternativas y ecologistas de diferentes países. Actualmente tienen una posición autonomista.
En las elecciones regionales francesas de 2010 obtuvieron cuatro diputados en el parlamento bretón. Desde las elecciones a la Asamblea Nacional francesa de 2012 tienen un diputado en París, Paul Molac.